# Registro PTR
El registro PTR es el registro de recurso (RR) de un dominio que define las direcciones IP de todos los sistemas en una notación invertida.
Esta inversión permite que se pueda buscar una IP en el DNS ya que a la notación de la IP invertida se le añade el dominio in-addr.arpa, convirtiendo la IP en un nombre de dominio. Un ejemplo, para convertir la dirección IP 11.22.33.44 en un registro PTR, invertimos la IP y añadimos el dominio in-addr.arpa siendo el registro resultante: 44.33.22.11.in-addr.arpa.
Aunque la operación más habitual con el Sistema de Nombres de Dominio o DNS es obtener o resolver la dirección IP partiendo de un nombre; hay veces queremos hacer la operación opuesta, encontrar el nombre de un elemento conectado a Internet a partir de su dirección IP. A este proceso se le conoce como resolución inversa o rDNS.
El RR PTR se utiliza para lanzar sobre el DNS dicha comprobación, sobre todo en los servidores de correo evitando, al comprobar la identidad, la entrada de correos desde servidores desconocidos o que no se corresponde a su resolución directa.[cita requerida]
Ejemplo de registro de recurso (RR) para un registro PTR:
```
34.216.184.93.in-addr.arpa.     IN      PTR     example.com.

```